# Heilig-Kreuz-Kirche (Nidzica)
Die Heilig-Kreuz-Kirche in Nidzica (deutsch Neidenburg) stammt aus der Mitte des 19. Jahrhunderts und war bis 1948 ein römisch-katholisches Gotteshaus im ostpreußischen Masuren. Seither ist sie evangelische Pfarrkirche in der polnischen Kreisstadt Nidzica in der Woiwodschaft Ermland-Masuren.

## Geographische Lage
Nidzica liegt im Südwesten der Woiwodschaft Ermland-Masuren und ist ein Verkehrsknotenpunkt der Schnellstraße 7 (Europastraße 77) und den Woiwodschaftsstraßen 538, 545 und 604. Die Stadt ist Bahnstation an der Bahnstrecke Działdowo–Olsztyn (deutsch Soldau–Allenstein).
Die Heilig-Kreuz-Kirche befindet sich unweit der Ordensburg in der östlichen Stadtmitte.

## Kirchengebäude

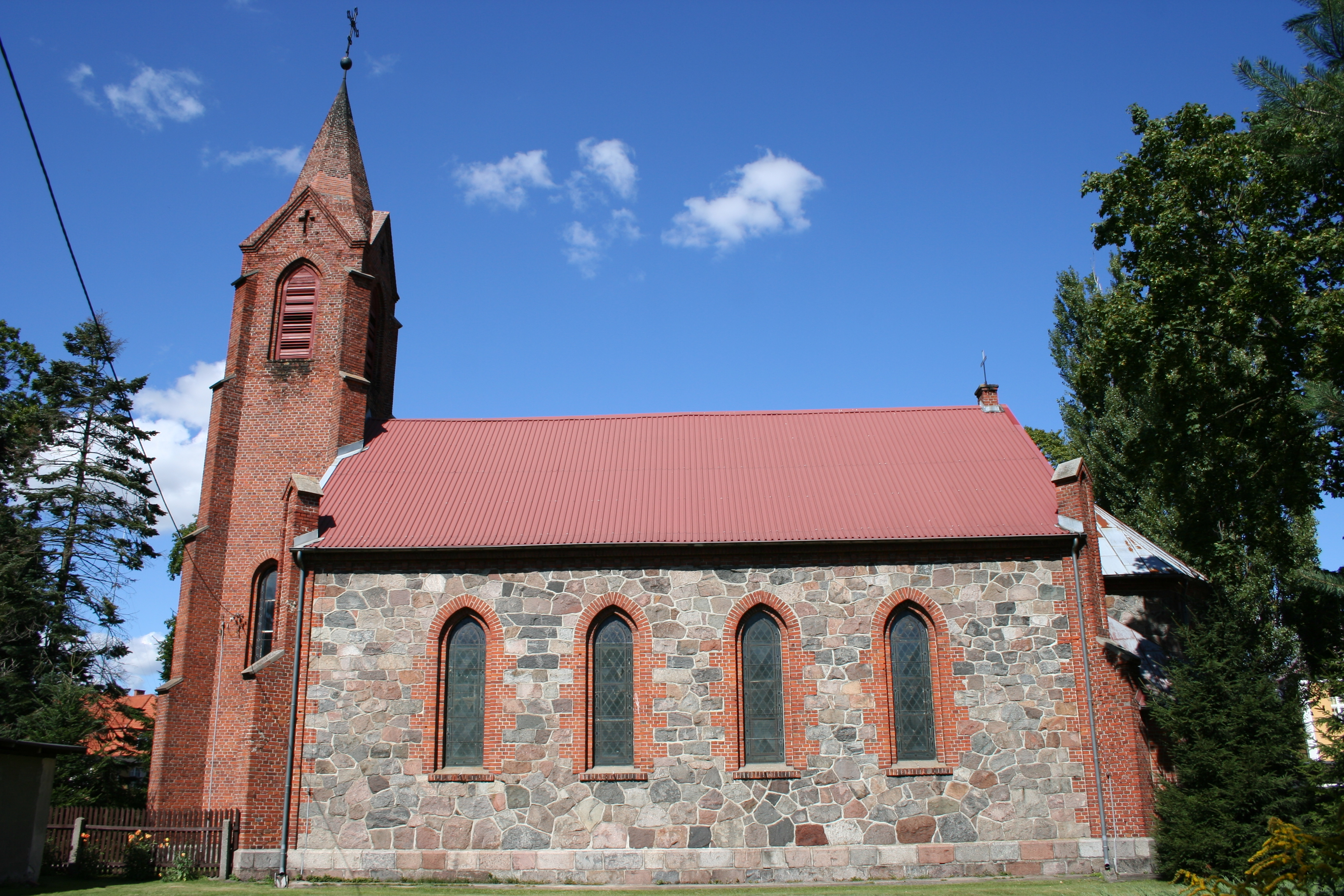
Feldsteinwand der Kirchensüdseite

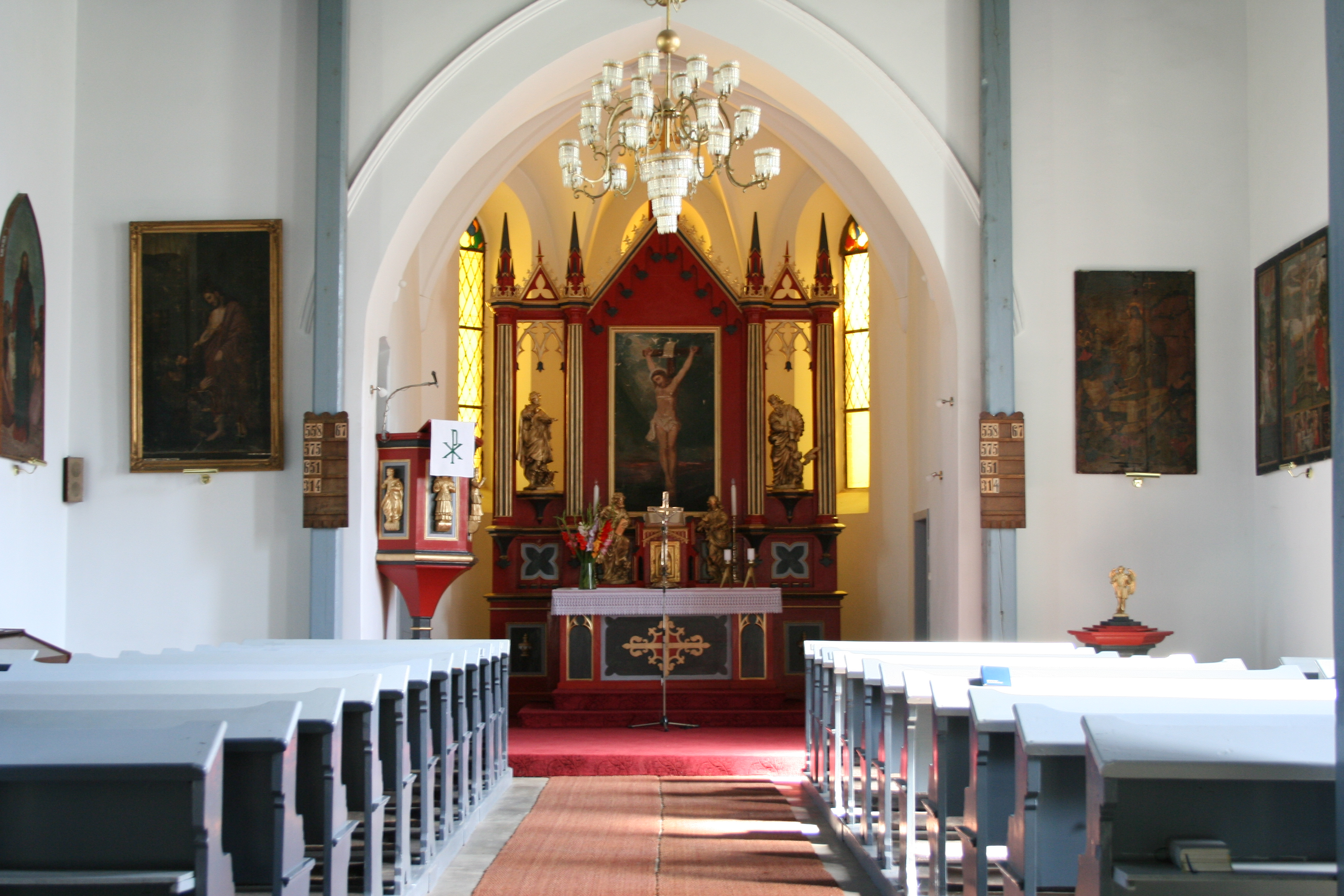
Kircheninnenraum mit Blick auf Altar und Kanzel

Die Kirche hinter der Burg wurde von den sich zu Beginn des 19. Jahrhunderts hier niederlassenden Katholiken erbaut. Im Jahre 1854 gründete sich hier eine Gemeinde, und 1858 begann der Bau der Kirche. Nach zweijähriger Bauzeit war sie fertiggestellt und empfing am 3. Juni 1860 – der Unbefleckten Empfängnis Mariä gewidmet – die Kirchweihe. 1890/92 wurde der Turm angefügt.
Das in neugotischem Stil errichtete Gotteshaus wurde aus Feld- und behauenen Ziegelsteinen gebaut. Das Kirchenschiff steht auf einem rechteckigen Grundriss und ist mit einem Satteldach bedeckt. Der später angefügte Turm besteht aus Ziegelsteinen bis hin zur Spitze, die mit einer Kugel und einem Kreuz gekrönt ist.
Das Kircheninnere ist mit einer Holzkassettendecke überspannt. Zahlreiche wertvolle Gegenstände der Sakralkunst bilden die Ausstattung, wobei mehrere nach 1948 aus anderen lutherischen Kirchen Masurens stammen, wie auf Holz gemalte Bilder aus dem 15. Jahrhundert und ein Triptychon aus dem Jahre 1646. Das Mittelbild des Altars zeigt den Gekreuzigten. Außerdem zieren die Figuren der vier Evangelisten den Altar. Zahlreiche Leinwandgemälde mit meist biblischen Szenen schmücken die Wände des Kirchenraums. Zeitgenössische Kunst ist durch drei Gemälde des polnischen Malers Hieronim Skurpski (1914–2006) vertreten. Im Kirchenvorraum befindet sich eine Figur des gekreuzigten Christus aus dem 18. Jahrhundert. Sie entstammt der Kirche in Burkat (Borchersdorf).

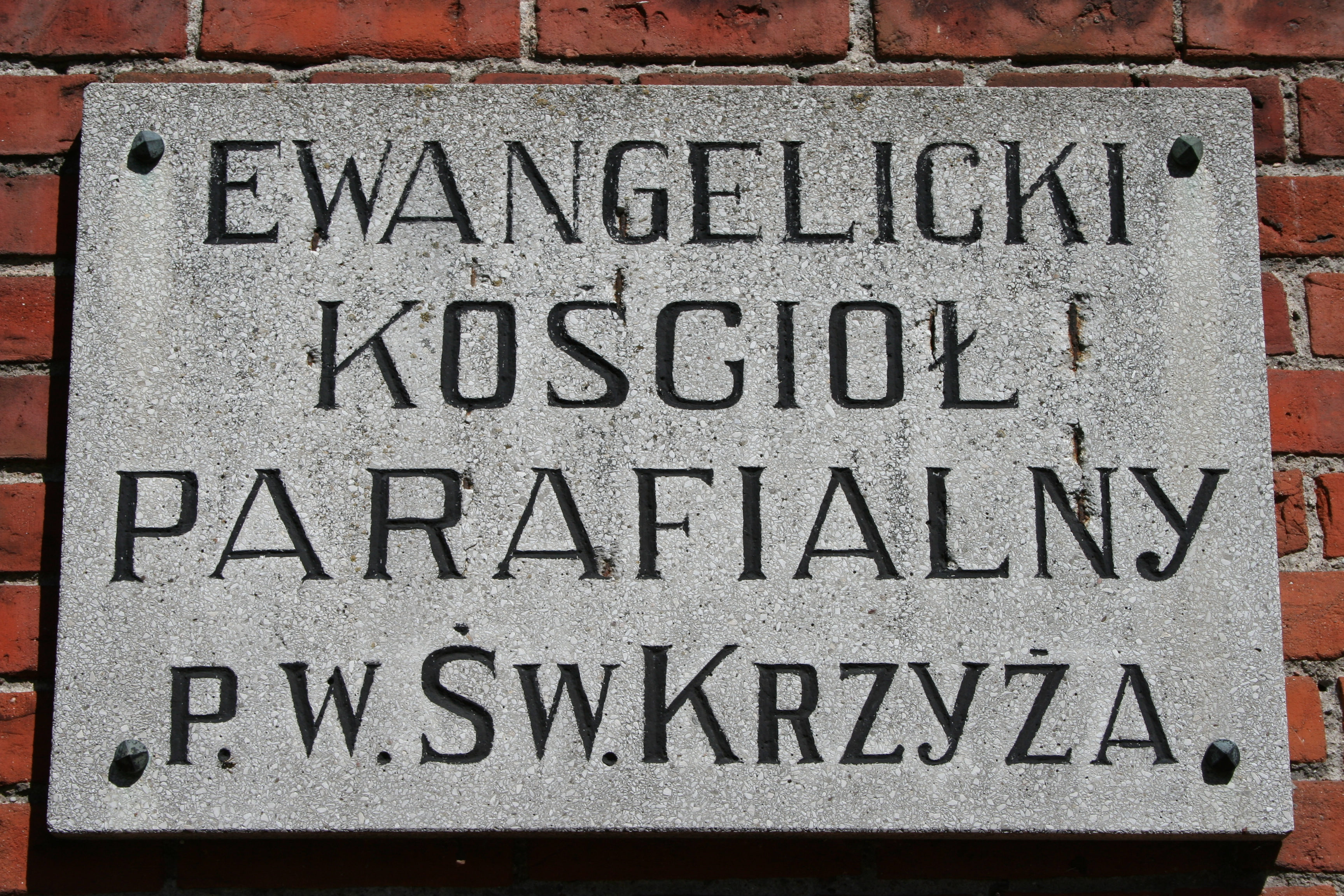
Tafel am Eingangsportal: Evangelische Pfarrkirche Heilig-Kreuz

Bis 1948 diente das Gebäude den Katholiken als Gotteshaus. Die abnehmende Zahl evangelischer Kirchenglieder aufgrund von Flucht und Vertreibung im Zusammenhang des Zweiten Weltkriegs und die damit verbundene wachsende Zahl römisch-katholischer Neusiedler veranlasste die beiden Kirchen zum Tausch ihrer Gotteshäuser: die bisherige evangelische Pfarrkirche wurde als Kirche der Unbefleckten Empfängnis der Heiligen Jungfrau Maria und des Hl. Adalbert Gotteshaus der Katholiken, und die bisher römisch-katholische Pfarrkirche der Unbefleckten Empfängnis Mariä ein evangelisches Gotteshaus: nun eben als Heilig-Kreuz-Kirche.

## Kirchengemeinde

### Römisch-katholisch
Seit 1854 gab es in Neidenburg eine römisch-katholische Gemeinde, deren Pfarrkirche das 1860 geweihte Gotteshaus wurde. Neidenburg war eine Pfarrgemeinde im Dekanat Pomesanien mit Sitz in Osterode (polnisch Ostróda) und gehörte zum damaligen Bistum Ermland.

Mehr zur katholischen Gemeinde in Nidzica: 

### Evangelisch
Zur Geschichte der evangelischen Kirchengemeinde siehe Hauptartikel Kirche Mariä Empfängnis und St. Adalbert (Nidzica)
Nach Übernahme des Gotteshauses durch die Evangelisch-Augsburgische Kirche in Polen waren mannigfache Baumaßnahmen und -änderungen erforderlich. Finanzielle Mittel wurden der Diasporakirche auch aus dem Ausland zuteil. Außerdem spendeten lutherische Kirchengemeinden Masurens Ausstattungsgegenstände für die Heilig-Kreuz-Kirche.
Das schlichte Kirchengebäude ist heute eine von 15 Pfarrkirchen der polnischen Evangelisch-Augsburgischen Kirche in der Diözese Masuren, die ihren Amtssitz in Olsztyn (Allenstein) hat. Dieser allerdings wechselt mit dem Pfarramtssitz des Bischofs und befindet sich deshalb seit 2018 in Kętrzyn (Rastenburg), dem Amtssitz des amtierenden Bischofs Paweł Hause. 
Der Pfarrkirche in der nun Nidzica genannten Stadt sind drei Filialkirchen zugeordnet: Gardyny (Gardienen), Jabłonka (Jablonken, 1938 bis 1945 Seehag) und Róg (Roggen).